# ホウシュウエイト
ホウシュウエイトは日本の競走馬。同期にハイセイコー・タケホープ・イチフジイサミらがいる、1973年（昭和48年）世代の中央競馬の重賞勝ち馬の一頭。
父はハイセイコーと同じチャイナロックで、ハイセイコーよりも本馬のほうが父に似ていたと言われる。

## 略歴

### 競走馬時代
デビューは遅めの4歳になったばかりの1973年1月7日で、このレースを1番人気で快勝したホウシュウエイトは、連闘で挑んだ初重賞・シンザン記念を半馬身差で2着惜敗。その後は、2着・1着で挑んだ毎日杯を1馬身差で快勝し重賞初制覇。当時は現在と違い東高西低で、クラシックを目指し東上した関西勢の中では一番馬であった。東上後は野平祐二騎手に乗り代わってオープン戦を勝利し、関西ファンの期待を集めた。
皐月賞では、ハイセイコーとのチャイナロック産駒の対決が大いに喧伝され、ハイセイコーの39秒台の上がりタイムに対し同馬の36秒台が上位と言う様な馬場差を考えないと言う信じられない比較が生まれたりしたが、結果はカネイコマにも競り負けハイセイコーからは2馬身半プラスハナ差をつけられる3着に終わった。
日本ダービーでは4着となり、休養を挟んで神戸新聞杯に出走したが、同一馬主の僚馬ホウシュウリッチの2着に敗れ、続く菊花賞では4着と関西馬最先着となるも、関東馬には歯が立たなかった。
翌1974年、5歳になり古馬戦線に本格参戦となったホウシュウエイトは、武邦彦騎手を鞍上に日本経済新春杯でヤマニンウエーブを破ったが、脚部不安を発症して休養に入り、天皇賞（春）は見送らざるを得なかった。夏の札幌競馬場で福永洋一騎手を鞍上に復帰戦を勝利で飾ると、次のオープンも勝利して2連勝となったが、結果的にこれが最後の勝利となってしまった。
続く京都大賞典ではタニノチカラの2着に入り、ハイセイコー（4着）には先着したが、タニノチカラとの力差は歴然としていた。次走の天皇賞（秋）では、目の上のタンコブと言うべきタニノチカラ・タケホープは勝ち抜け制度の為に出走出来ず、ハイセイコーも前走の東京競馬場のオープン戦（2着）中に鼻出血を発症して出走停止となっており、これまでの実績からホウシュウエイト一番人気に支持されたが、伏兵カミノテシオの前に5着に敗退に終わった。
12月15日に開催された次走・有馬記念は、ハイセイコー・タケホープのラストランであったが、レースはタニノチカラの強さばかりが目立つ一方的なレースとなった。ホウシュウエイトは意地を見せて4着入着したが、これが結果的にホウシュウエイト自身のラストランともなり、脚部不安の為この後は一走も出走せずに引退した。

### 引退後
競走馬引退後は北海道鵡川の西山牧場で種牡馬生活を始めたが、大きな成功を収められずに終わった。ニシノバルカンが1番人気に挙げられた1984年の阪神3歳ステークスで予後不良となった。その為、代表産駒はニシノカブトザン（中京3歳ステークス）と寂しい結果となっている。
種牡馬成績不発だった事を除けば平穏な生活を送っていたホウシュウエイトだったが、病魔には勝てず1990年2月21日に、脳出血の為に突然この世を去った。　

## 血統表
| ホウシュウエイトの血統（ハイペリオン系 / 5代までアウトブリード） | ホウシュウエイトの血統（ハイペリオン系 / 5代までアウトブリード） | ホウシュウエイトの血統（ハイペリオン系 / 5代までアウトブリード） | （血統表の出典）      | （血統表の出典）      |
| 父 *チャイナロック China Rock 1953 栃栗毛                        | 父の父Rockefella 1941 黒鹿毛                                     | Hyperion                                                         | Gainsborough          | Gainsborough          |
| 父 *チャイナロック China Rock 1953 栃栗毛                        | 父の父Rockefella 1941 黒鹿毛                                     | Hyperion                                                         | Selene                |                       |
| 父 *チャイナロック China Rock 1953 栃栗毛                        | 父の父Rockefella 1941 黒鹿毛                                     | Rockfel                                                          | Felstead              | Felstead              |
| 父 *チャイナロック China Rock 1953 栃栗毛                        | 父の父Rockefella 1941 黒鹿毛                                     | Rockfel                                                          | Rockliffe             |                       |
| 父 *チャイナロック China Rock 1953 栃栗毛                        | 父の母May Wong 1934 栗毛                                         | Rustom Pasha                                                     | Son-in-Law            | Son-in-Law            |
| 父 *チャイナロック China Rock 1953 栃栗毛                        | 父の母May Wong 1934 栗毛                                         | Rustom Pasha                                                     | Cos                   |                       |
| 父 *チャイナロック China Rock 1953 栃栗毛                        | 父の母May Wong 1934 栗毛                                         | Wezzan                                                           | Friar Marcus          | Friar Marcus          |
| 父 *チャイナロック China Rock 1953 栃栗毛                        | 父の母May Wong 1934 栗毛                                         | Wezzan                                                           | Woodsprite            |                       |
| 母 ブゼンタカフジ 1953 鹿毛                                      | 母の父ホウシユウ 1946 鹿毛                                       | *プリメロ Primero                                                | Blandford             | Blandford             |
| 母 ブゼンタカフジ 1953 鹿毛                                      | 母の父ホウシユウ 1946 鹿毛                                       | *プリメロ Primero                                                | Athasi                |                       |
| 母 ブゼンタカフジ 1953 鹿毛                                      | 母の父ホウシユウ 1946 鹿毛                                       | 第四ウエツデイングサーフ                                         | *シアンモア           | *シアンモア           |
| 母 ブゼンタカフジ 1953 鹿毛                                      | 母の父ホウシユウ 1946 鹿毛                                       | 第四ウエツデイングサーフ                                         | ウエツデイングサーフ  |                       |
| 母 ブゼンタカフジ 1953 鹿毛                                      | 母の母セフトザン 1944 鹿毛                                       | *セフト Theft                                                    | Tetratema             | Tetratema             |
| 母 ブゼンタカフジ 1953 鹿毛                                      | 母の母セフトザン 1944 鹿毛                                       | *セフト Theft                                                    | Voleuse               |                       |
| 母 ブゼンタカフジ 1953 鹿毛                                      | 母の母セフトザン 1944 鹿毛                                       | 玄香                                                             | *チヤペルブラムプトン | *チヤペルブラムプトン |
| 母 ブゼンタカフジ 1953 鹿毛                                      | 母の母セフトザン 1944 鹿毛                                       | 玄香                                                             | 昭英 F-No.11-c        |                       |